# خاطرات واقعی یک آدمکش بین‌المللی
خاطرات واقعی یک آدمکش بین‌المللی (به انگلیسی: True Memoirs of an International Assassin) فیلمی محصول سال ۲۰۱۶ و به کارگردانی جف وادلو است. در این فیلم بازیگرانی همچون کوین جیمز، سولای هنائو، اندی گارسیا، مائوریس کومپته، کلن کلمن، اندرو هاوارد، راب ریگل، ران ریفکین، یول وازکوئز، کیم کوتس، پی. جی. برن، جف چاس و کیتی کوریک ایفای نقش کرده‌اند.